# Scytodes velutina
Scytodes velutina är en spindelart som beskrevs av Heineken och Lowe 1832. Scytodes velutina ingår i släktet Scytodes och familjen spottspindlar. Inga underarter finns listade i Catalogue of Life.